# Erste Republik Kolumbien
Die Erste Republik Kolumbien (von den Kolumbianern selbst als Patria Boba, närrisches Vaterland, bezeichnet) umfasst die Periode auf dem Boden des Vizekönigreichs Neugranada von den ersten Unruhen in Cartagena de Indias im Mai 1810 bis zum Einmarsch der Spanier in Bogotá im Mai 1816. Anders als in den anderen Staaten, die von Simón Bolívar befreit wurden, ist hier kein einheitlicher Verlauf der Geschichte über das ganze Land, oder doch zumindest weiter Teile davon, festzustellen. Die Vielfalt der Provinzen erzeugte auch eine Fülle unterschiedlicher Meinungen, die zum Staatsaufbau durchaus ihre Berechtigung, im gleichzeitigen Kampf gegen die Spanier und ihre einheimischen Unterstützer letztlich fatale Folgen hatten. Zu Grenzen und Bevölkerung siehe  Bevölkerung der iberischen Kolonien in Südamerika am Ende der Kolonialzeit.

## Ursachen und Auslöser
Hintergrund war die Besetzung Spaniens durch Napoleon (Vertrag von Fontainebleau) 1807 und die Einsetzung seines Bruders Joseph auf dem Bourbonenthron. In Spanien reagierte man auf die Entmachtung auf nationaler Ebene mit der Bildung von Juntas, Versammlungen, von honorablen Volksvertretern, die die spanischen Interessen auf regionaler und lokaler Ebene wahren sollten. Vor diesem Hintergrund propagierten die Spanier selbst die Einberufung von Regierungsjuntas in ihren Kolonien, weil sich dort ebenfalls einige wenige französische Truppen, vor allem aber deren Verwalter, befanden. In den Kolonien, die spätestens seit den „Neuen Indiengesetzen“ (Leyes Nuevas de las Indias) Karls V. von 1542 alle paar Jahre gegen das Mutterland aufstanden, weil dieses restriktive Wirtschafts- und Handelsgesetze erließ und vor allem seine Kolonisten zweitklassig behandelte. So wurde die Aufforderung zur Regierungsbildung als Einladung verstanden, die Ideen der Aufklärung und der Französischen Revolution umzusetzen.

## Zaghafter Beginn
Jedoch nicht von allen sogenannten Patrioten im gleichen Maß. Daher erfolgten die Unabhängigkeitserklärungen provinzweise und über einen Zeitraum von mehreren Jahren verteilt – und bei einigen gar nicht, weil diese in den Händen der Königstreuen verblieben. Und selbst einige der Erklärungen waren anfangs Halbheiten, weil man sich zwar vom französisch besetzten Spanien unabhängig erklärte, aber im gleichen Atemzug auf Ferdinand VII., der den Thron übernahm, (öffentlich) schwor.
In Bogotá war es am 20. Juli 1810 zum Aufstand gekommen. Zuerst band man die spanischen Autoritäten weisungsgemäß ein, präsentierte dem Vizekönig dann jedoch seine königliche Entlassungsurkunde, die man vor ihm verborgen hatte. Der angekündigte Nachfolger kam nie und so konnten die Kreolen die Macht an sich reißen. Der Rückhalt in der Bevölkerung war zu diesem Zeitpunkt nicht sehr hoch, einen Aufstand durchzudrücken wäre den führenden Aufständischen nicht möglich gewesen, wie die Verbreitung von propagandistischen Lügen, um die Bevölkerung wenigstens halbwegs von der neuen Regierung zu überzeugen, beweist.
Neben Änderungen in der Besteuerung der Haziendas, die das wirtschaftliche Rückgrat der Kolonialgebiete waren, wurden die Indianer von Tributzahlungen befreit und rechtlich gleichgestellt. Die Sklavenbefreiung wurde intensiv diskutiert, aber nur in Antioquia umgesetzt, weil es Provinzen gab, die mehrheitlich aus Indianern und Sklaven bestanden. Der Handel, der bis dato nur mit dem kolonialen Mutterland erlaubt war, wurde freigegeben und die Verwaltung neu geordnet. Von einigen der ursprünglich habsburgischen Verwaltungsregularien hätte man sich aber, wie die Gegenwart zeigt, besser nicht im ersten Überschwang getrennt. Zeitungen wurden gegründet – und sofort propagandistisch genutzt. Die internationalen Kontakte waren mit den anderen befreiten Ländern in den spanischen Kolonialgebieten Amerikas naturgemäß gut, die Europäer und die USA hielten sich jedoch angesichts der ungeklärten Machtverhältnisse zurück. Bei den Europäern kam zusätzlich noch die Einigkeit gegen Napoleon und Republiken hinzu.

## Innere Zerrissenheit
Die sich über viele Monate hinstreckenden Entscheidungsprozesse innerhalb der Provinzen verhinderte einen Kongress, der Ende 1810 in Bogotá eingerichtet wurde, an dem von Anfang an nicht alle (befreiten) Provinzen teilnahmen. Traditionell beanspruchte Bogotá die Führungsrolle, die einige andere Provinzen in Frage stellten und beispielsweise der wichtigste Karibikhafen der Landes, Cartagena de Indias, wäre selbst gern führend tätig gewesen. Die sich über mehr als ein Jahr hinziehenden Meinungsverschiedenheiten führten Anfang 1812 zu einem Umzug des Kongresses des Bundes der Provinzen Neu-Granadas von Bogotá (über Ibagué) nach Tunja auf der nördlichen Ostkordillere. Der Streit zwischen den beiden Protagonisten, dem Präsidenten der Cundinamarca (um die Hauptstadt Bogotá), Antonio Nariño, und dem Präsidenten des Bundeskongresses, Camilo Torres y Tenorio, verschärfte sich bis zum Bürgerkrieg innerhalb der Patrioten um den Jahreswechsel 1812/1813. Es siegte schließlich der Zentralismus über den Föderalismus.
Obwohl sich weiterhin einzelne Gemeinden und Provinzen der zentralistischen Hauptstadt anschließen wollten, schaffte der militärische Sieger Nariño es nicht, die notwendige Landeseinheit herzustellen. Der Bundeskongress baute im Gegenteil seine Machtposition aus, auch indem er sich der Unterstützung von Simón Bolívar versicherte, der gerade für seinen erfolgreichen Magdalena-Feldzug (im Auftrag Cartagenas) zum Brigadegeneral der Neugrenadiner Union ernannt worden war und sich anschickte, Venezuela für seine Zweite Republik zu erobern. Die fortgesetzten Streitigkeiten zwischen den Föderalisten und den Zentralisten sorgten für unnötige Versorgungsschwierigkeiten im Kampf gegen die Spanier.

## Krieg zwischen Königstreuen und Separatisten
Militärisch war das Land nicht unter Kontrolle einer der beiden Parteien gebracht worden. An der Nordküste war nur Cartagena im Westen in den Händen der Separatisten, die sich ständig Kämpfe mit den Royalisten aus Santa Marta und Riohacha um die Vorherrschaft am unteren Río Magdalena lieferten. Im Nordosten war der Grenzbereich zu Venezuela in der Andenregion immer dann schwer in Bedrängnis, wenn die Separatisten in Venezuela geschlagen waren und die Spanier Feldzüge nach Neu-Granada organisierten. Das größte Problem der Patrioten war jedoch über Jahre hinweg der Süden des Landes, vor allem das Kirchenzentrum Pasto in der damaligen Provinz Popayán. Auch in den anderen Landesteilen gab es gelegentlich Kämpfe zwischen Königstreuen und Separatisten, deren Bedeutung meist jedoch lokal beschränkt blieb. Wo dies nicht der Fall war, griff der Bundeskongress, soweit er dazu in Lage war, helfend ein.

### Nordküste und unterer Magdalena
Bis zur endgültigen Ausrufung der absoluten Unabhängigkeit Cartagenas wurden Teile der Streitkräfte zum Kampf gegen die Spanier im Streit mit dem wichtigen Flusshafen Mompós, der sich schneller bedingungslos von Spanien gelöst hatte, verbraucht. Auch mittels einiger südamerikanischer und europäischer Offiziere, die nach dem Fall der ersten Republik Venezuelas in den ehemaligen Hauptumschlaghafen für spanisches Gold in der Neuen Welt geflohen waren, organisierte die Provinzjunta Feldzüge zur Unterwerfung des noch resistenten Teils des Umlands und gegen die Königstreuen weiter östlich entlang der Küste, sowie am unteren Río Magdalena. Die Befriedung des Umlands konnte erfolgreich durchgeführt werden, die Spanier entlang der wichtigsten Wasserstraße blieben eine ständige Bedrohung. Daran änderte auch der Magdalena-Feldzug Bolívars, der sich ebenfalls unter den Flüchtlingen befunden hatte, nur kurzzeitig etwas. Bis zur Ankunft des spanischen Expeditionsheeres 1815 konnten die Königstreuen an der Nordostküste des Landes nie nachhaltig besiegt werden.

### Nördliche Ostkordillere
Im Norden der Ostkordillere waren die Separatisten zuerst stark in den Streit zwischen Föderalismus und Zentralismus involviert, bevor sie sich dem eigentlichen Gegner zuwenden konnten. Ein erster Feldzug der Spanier hatte bereits zu Niederlagen der Patrioten Neu-Granadas geführt. Durch seine Offensive, die von Cúcuta aus begann, hielt sie Bolívar von weiteren Einfällen in die Grenzprovinz Pamplona ab, aber noch im selben Jahr entstand eine königstreue Guerilla, die Francisco de Paula Santander, der die Sicherung der Grenzregion übernommen hatte, derart in Bedrängnis brachte, dass die Provinz dem entscheidenden Feldzug von Sebastian de la Calzada nach dem Untergang der Zweiten Republik in Venezuela zu wenig entgegenzusetzen hatte. Mit Mühe und einigen herben Niederlagen gelang es, die Spanier aufzuhalten, aber die in anderen Landesteilen dringend benötigten Truppen waren hier gebunden.

### Provinz Popayán
Früh begannen die Kämpfe zwischen den Provinzen Popayán und Neiva, die sich nach der Teileroberung Popayáns durch Patrioten aus der Provinz eine Waffenhilfe wurde. Erst als eine starke Expedition aus Bogotá den spanischen Gouverneur besiegt hatte, war wenigstens die Hauptstadt ab März 1811 in der Hand der Separatisten. Zum Jahresende flammten die Kämpfe mit den Spaniern vor allem im Süden der Provinz auf. Pasto war unerschütterlich in seiner Spanientreue und eine Reihe von Expeditionen wurde gestartet, um die Stadt der befreiten Provinz anzugliedern.
Einer diesen frühen Feldzüge, dieser war aus Ecuador gekommen, brachte den kurzzeitigen Besitz der Stadt, aber der Präsident von Popayán selbst gab den Königstreuen selbst die Möglichkeit seine Herrschaft zu beenden. Trotz eines erfolgreichen Befreiungsfeldzuges wurde er von den Spaniern hingerichtet. Nach weiteren vergeblichen Versuchen und dem Fall Ecuadors scheiterte auch 1814 der aus Bogotá mit einem Heer gekommene Präsident der Cundinamarca, Antonio Nariño. Er geriet in die Hände der Spanier, die ihn bis 1820 auf der iberischen Halbinsel in Festungshaft hielten. Der Präsident des Königlichen Gerichtshofs in Quito sandte nun Expeditionen in den Süden Neu-Granadas, die praktisch das Zustandekommen einer befreiten Provinz Popayán unmöglich machte. Am letzten dieser Feldzüge vernichtete sich die Süddivison der Neugrenadiner Union selbst, während das spanische Expeditionsheer von Norden her in das Land einfiel.

## Fortgesetzter Unfrieden unter den Patrioten
Mit dem Ausfall des führenden Zentralisten Nariño gewannen der Bund der Provinzen an Gewicht, aber erst Bolívar, der nach dem Verlust seiner Zweiten Republik erneut nach Neu-Granada geflohen war, befriedete die Anhänger Nariños in Bogotá militärisch um den Jahreswechsel 1814/1815. Der längst fällige Feldzug zur Zerschlagung der Spanier in Santa Marta und Riohacha fiel Streitereien mit Cartagena zum Opfer, das sich weigerte seine Flotte zur Unterstützung zu stellen. Im (selbstbeschafften) Auftrag des Bundes der Provinzen führte Bolívar nun gegen Cartagena Bürgerkrieg, während die Spanier militärische Erfolge am unteren Magdalena feiern konnten. Mit dem Weggang Bolívars endeten die Meinungsverschiedenheiten unter den Separatisten nicht, und der Aufbau einer Verteidigung, gegen die nun von Napoleon befreiten Spanier fand nur in Cartagena, noch dazu recht spät statt.

## Das blutige Ende der Freiheit
Ferdinand VII. hatte eine Expeditionsflotte mit über 12.000 Soldaten Anfang 1815 in Marsch gesetzt, um sich seiner Rechte in den Kolonien zu versichern. Im August 1815 erreichte der Expeditionsleiter Pablo Morillo mit seinem Heer und seiner Flotte Cartagena, unterstützt vom Bezwinger Bolívars in Venezuela, Francisco Tomás Morales. Belagert von Land und See hielt sich die Stadt über drei Monate. Als Morillo nach der größtenteils gescheiterten Massenflucht der Separatisten über das Meer in die Stadt einzog, ohne dass irgendjemand kapituliert hätte, lagen Hunderte verhungert in den Straßen. Der Krieg hatte zwei Drittel der Bevölkerung des vor dem Krieg 16.000 Einwohner beherbergenden Hafens das Leben gekostet. Auch ein Drittel von Morillos zehntausend Belagerern war tot, die meisten allerdings an Krankheiten gestorben.
Dieser teure Sieg war der Auftakt zur Rückeroberung des ganzen Landes. Die aus Venezuela eingedrungenen Royalisten auf der nördlichen Ostkordillere besiegten die Separatisten selbständig und ebneten diesen Teil des Weges für Morillos Rückeroberung. Die letzte Regierung floh angesichts der vorrückenden Spanier nach Süden, bestand auf dem Angriff auf das fast dreimal so starke Heer der Spanier aus Ecuador, und vernichtete sich damit selbst. Lediglich in den weiten Grasebenen von Casanare an der Grenze zu Venezuela lebte die Freiheit, wenn auch nicht ungetrübt, fort. Nur einem kleinen Teil der Republikaner gelang die Flucht dorthin.
Morillo, der als Pacificador, Friedensbringer, in die Geschichte einging, ließ mit brutaler Härte durchgreifen und verfolgte alle, die in den Verdacht gerieten, separatistisch gewesen zu sein, unnachgiebig. Allein 7.000 vollstreckte Todesurteile verzeichneten die Spanier selbst. Die in den Kämpfen Gefallenen und nach der Niederlage ohne Prozess ermordeten Patrioten übersteigen diese Zahl noch. Enteignungen und Kerkerhaft beziehungsweise Zwangsarbeit standen an der Tagesordnung. Die Frauen der führenden Patrioten wurden nach der Hinrichtung ihrer Männer aus Bogotá in königstreue Gemeinden im ganzen Land umgesiedelt. Bis zum Eroberungsfeldzug von Bolívar, der mit der Schlacht von Boyacá am 7. August die Herrschaft der Kolonialherren in Neu-Granada brach, änderte sich an den Machtverhältnissen nichts.

## Bewertung
Die starre Haltung der Spanier, insbesondere von Ferdinand VII., im Bezug auf ihre Kolonien und deren rabiates Durchgreifen, verhinderte eine gütliche Einigung, bei der beide Seiten hätten profitieren können. Die Uneinigkeit der Separatisten, die eine mangelnde Wirksamkeit im Kampf gegen die Spanier erzeugte, führte schließlich zum Verlust der Freiheit in jeglicher Form. Dies ist umso bedauerlicher, als Neu-Granada, eine zügige und entschlossene Zerschlagung der royalistischen Truppen vorausgesetzt, das Potential zur Unterstützung der Venezolaner und zum Entsatz der Ecuadorianer, die bereits 1812 zurückerobert wurden, hätte aufbringen können.